# Пасолауро (Месина)
Пасолауро је насеље у Италији у округу Месина, региону Сицилија.
Према процени из 2011. у насељу је живело 17 становника. Насеље се налази на надморској висини од 447 м.